# Захари Васков
Захари Васков е български полицай, главен комисар, директор на Главна дирекция „Национална полиция“ от 28 февруари 2025 г.

## Биография
Роден е на 6 ноември 1978 г. в София. През 2000 г. постъпва на работа в МВР като полицай в СДВР. През 2008 г. завършва национална сигурност в Шуменския университет „Константин Преславски“, а през 2018 г. специалност „Корпоративна сигурност“ в УНСС. През 2012 г. работи в отдел „Корупция“ към ГДБОП. От 2013 г. ГДБОП става част от Държавна агенция „Национална сигурност“ и той работи в рамките на институцията до 2019 г. От следващата 2020 г. е назначен за началник на сектор в отдел „Корупция и изпиране на пари“ – ГДБОП. От 2023 г. е началник на отдел в ГДБОП, в който отговаря за дейността на секторите в Западна и Централна България. На 13 септември 2024 г. е назначен за заместник-директор на ГДБОП. На 28 февруари 2025 г. е назначен за директор на Главна дирекция „Национална полиция“.